# Domaine du Café Grillé

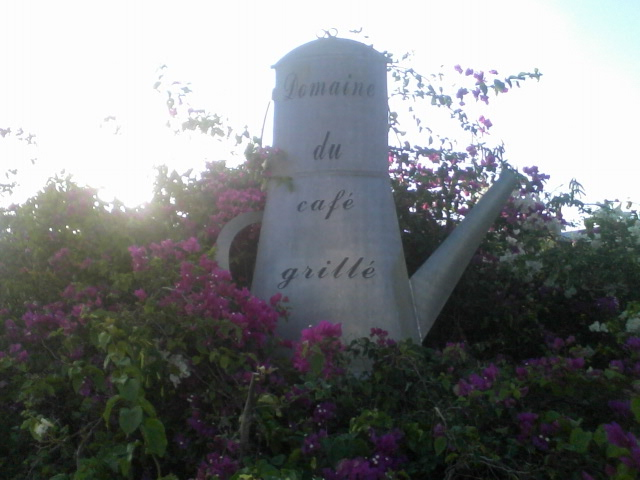
Domaine du Café Grillé

Le Domaine du Café grillé, situé à Pierrefonds (La Réunion), est un jardin ethnobotanique qui a ouvert ses portes en octobre 2011, à Saint-Pierre. 
Ce parc de 4 hectares contient environ 800 espèces de plantes différentes qui racontent l'histoire de la Réunion.
La visite guidée permet de découvrir à la fois la Réunion d’aujourd’hui, mais aussi celle du temps lointain, et cela, à travers les plantes exotiques, endémiques et indigènes de l'île,.

## La Réunion d'aujourd'hui

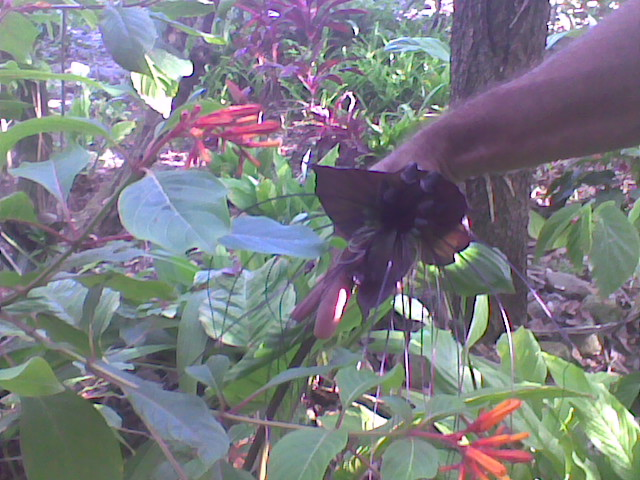
L'orchidée chauve - souris

La partie moderne du jardin permet de découvrir des plantes qui ont été importées par l'homme et peuvent se trouver dans n'importe quel jardin réunionnais. Une promenade permet d'y trouver quelques plantes exotiques telles que des orchidées épiphytes, ou encore une variété appelée orchidée chauve-souris, des anthuriums, des badamiers de Tahiti, des oiseaux de paradis ou encore une fleur appelée Reine de Malaisie. Les plantes présentes dans ce parcours proviennent d'horizons différents. De plus, parmi les 1 300 espèces différentes de palmiers, 300 se trouvent à la Réunion, dont 200 dans le jardin, dont un appelé palmier bâton de rouge à lèvres (Cyrtostachys renda). Il y a également des fleurs odorantes, telles que l'ylang-ylang. Des arbres fruitiers poussent de ci de là comme les goyaves, les ananas ou encore le citron malbar, fruit devenu rare à la Réunion.

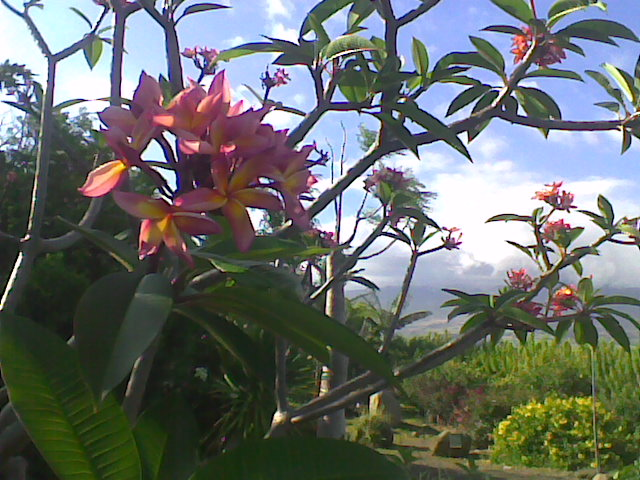
Badamier de Taïti

Tout au long de la visite, le guide agrémente le parcours d'anecdotes, racontant ainsi l'histoire de chaque plante, et par là même, celle de l'île.[style à revoir]
En continuant la visite, on se retrouve à une autre époque, dans un jardin où ne se trouvent que des plantes endémiques de la Réunion.[style à revoir]

## La Réunion Lontan

### Les années 1800

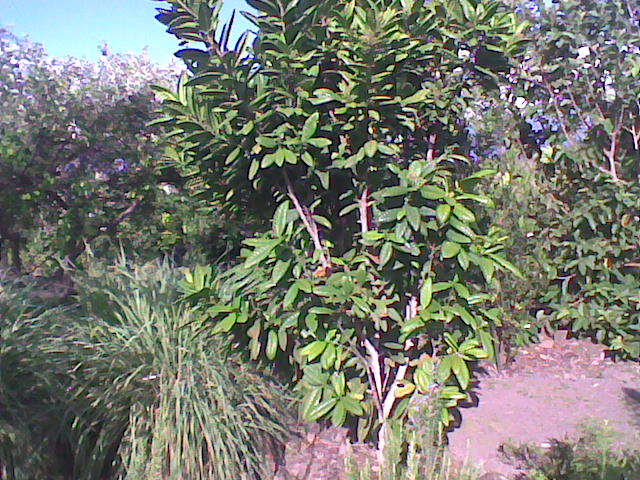
Pied de Quatre épices

Dans la partie du "jardin de mon grand-père" se trouvent les plantes endémiques de la Réunion. L'occasion de voir[style à revoir] des épices de la Réunion tels que le quatre-épices, des plantes qui servaient de tisanes comme la cannelle (mais qui servait également à parfumer un carry.) ou encore des arbres fruitiers comme le bilimbi, fruit lontan qui a un goût amer. 
On remonte le temps et arrive[style à revoir] au XIXe siècle, en découvrant les plantes cultivées par les esclaves, car à cette époque, l'île était encore une colonie. Se trouvent donc des plantes telles que la vanille, découverte par le réunionnais Edmond Albius, le vétiver ou encore la canne à sucre, encore produite aujourd'hui. Pourquoi?[style à revoir] Car les propriétaires ont ramené d'Europe des machines qui permettaient à la fois de broyer et d'extraire le jus, ce qui a donc permis la culture de la canne. La deuxième raison vient du fait qu'après l'abolition de l'esclavage, le 20 décembre 1848, il n'y avait plus de main d’œuvre, constituée à l'époque d'esclaves. La canne à sucre étant une plante qui pousse toute seule et qui ne demande pas de soins particuliers, on continua à la cultiver.

### Les années 1700

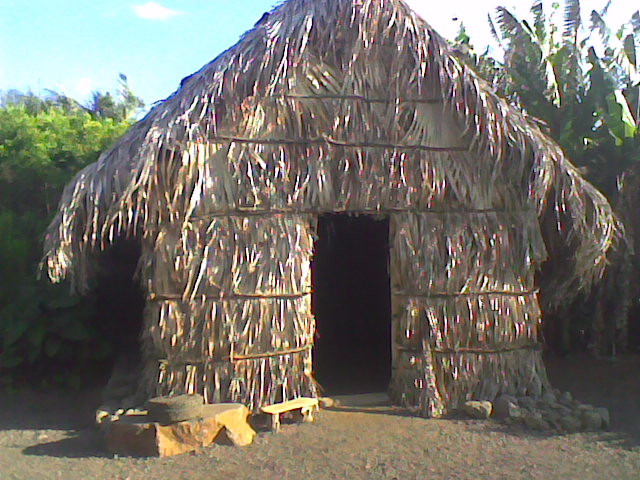
Case d’esclaves en feuilles de latanier.

Au XVIIIe siècle, l'île Bourbon était encore propriété de La Compagnie des Indes. C'est l'époque où les propriétaires font venir des plantes à cultiver par les esclaves. On se souvient de Pierre Poivre, qui, en 1715 amena la girofle, ou encore le poivre. 
Dans cette partie du jardin, on découvre pourquoi le jardin est nommé Domaine du Café Grillé. En effet, on peut y voir un champ de divers cafés tel que le Bourbon Pointu, qui était la référence en matière de café à l'époque sur l'île, qui était appelée l'île Bourbon.
Au fond du jardin, se trouve un alambic, qui servait à la distillation du géranium; un champ de géraniums se trouve non loin de là.
Une case en paille a également été construite dans le jardin, afin de montrer dans quelles conditions vivaient les esclaves. 

### Entre modernisme et tradition
Des améliorations ont été faites pour permettre aux plantes créoles de continuer d'exister. Par exemple, dans la culture du café, les soucis survenaient quand il pleuvait. En effet, si les graines de café prenaient l'eau, il ne restait plus qu'à les jeter. Désormais on utilise des feuilles de tôle afin qu'elles puissent sécher dehors, et être protégées du soleil.
De plus, les tisaneurs sont désormais reconnus. Ainsi, les scientifiques travaillent avec eux et leur donnent une fiche complète sur les tisanes et sur la façon de prendre telle ou telle tisane pour une personne asthmatique, aidant ainsi grandement les tisaneurs.

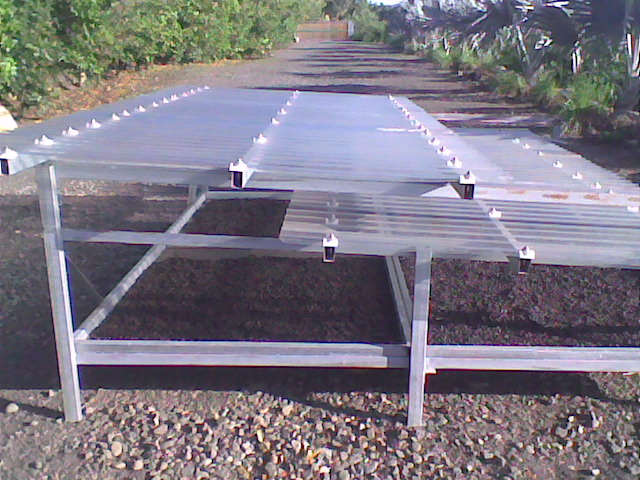
Les graines de café séchant au soleil, protégées de la pluie par les feuilles de tôle

## Entrée libre

### Visite guidée
Les visites guidées ont lieu deux fois par jour, à 10:00 et 14:00 Elles coûtent 9,5 € pour le plein tarif.

### Bar La Savane et boutique artisanale

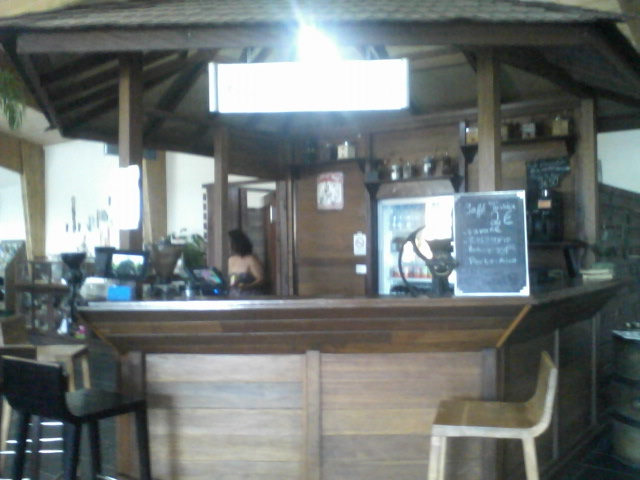
Bar La Savanne

Dans le hall d'accueil se trouve un bar pour ceux qui souhaitent se désaltérer après la balade, ainsi qu'une boutique artisanale qui permet aux visiteurs de voir quelques objets du quotidien du temps lontan, tels que les soubiks ou encore les bertels.